# Новомальтинск
Новомальтинск — посёлок в Усольском районе Иркутской области России, на берегу реки Белая. Административный центр Новомальтинского сельского поселения.

## Промышленность
Новомальтинский завод строительных материалов.
В 2008 году было начато строительство кирпичного завода.
На 2019 год в посёлке не было ни одного предприятия, кирпичный завод строительство которого было начато в 2008 году был признан банкротом.

## Население
| 2002 | 2010  | 2011  | 2012  |
| ---- | ----- | ----- | ----- |
| 1627 | ↘1445 | ↗1446 | ↘1414 |